# ! (álbum)
! es un álbum de The Dismemberment Plan de género post-hardcore. Fue Lanzado el 2 de octubre de 1995 en DeSoto Records. Steve Cummings es el baterista original de la banda, participó en este álbum, pero fue poco después de su lanzamiento.

## Canciones
1. "Survey Says" – 2:08
2. "The Things That Matter" – 2:25
3. "The Small Stuff" – 3:02
4. "OK Jokes Over" – 4:27
5. "Soon to Be Ex Quaker" – 1:26
6. "I'm Going to Buy You a Gun" – 3:06
7. "If I Don't Write" – 2:17
8. "Wouldn't You Like to Know?" – 4:27
9. "13th and Euclid" – 2:50
10. "Fantastic!" – 4:14
11. "Onward, Fat Girl" – 2:46
12. "Rusty" – 4:29

## Personal
Las personas siguientes estuvieron implicadas en el disco de !:
- Eric Axelson – bajos
- Jason Caddell – guitarra
- Steve Cummings – tambores
- Travis Morrison – vocals, guitarra

Producción
- Andy Charneco y Don Zientara – grabado